# La Mille et Deuxième Nuit (film, 1933)
Pour les articles homonymes, voir La Mille et Deuxième Nuit (homonymie).
Pour plus de détails, voir Fiche technique et Distribution.
La Mille et Deuxième Nuit est un film français réalisé par Alexandre Volkoff et sorti en 1933.

## Fiche technique
- Titre : La Mille et Deuxième Nuit
- Autre titre : Les Esclaves de l'amour
- Réalisation : Alexandre Volkoff
- Scénario : Joseph N. Ermolieff
- Dialogues : Fernand Divoire
- Photographie : René Gaveau
- Décors : Ivan Lochakoff et Constantin Bruni
- Costumes : Boris Bilinsky
- Musique : Jacques Dallin
- Son : Robert Ivonnet
- Production : Gaumont-Franco Film-Aubert (G.F.F.A)
- Pays de production :  France
- Genre : Film d'aventure
- Durée : 95 minutes
- Date de sortie : France - 19 mai 1933

## Distribution
- Ivan Mosjoukine : le prince Tahar
- Tania Fédor : Doulna
- Laure Savy : Aïcha
- Pierrot Aubert : le petit Abdulla
- Gaston Modot : le sultan
- Georges Busby : Djemal
- Georges Cathelat : Ganem
- Gabriello : le marchand d'esclaves
- Pierre Labry : l'eunuque
- Nathalie Lissenko : Fatima
- Maurice Schutz : le grand vizir
- Germaine Brière : Zobeïda
- Nita Alvarez : la récitante
- Carla Darey : Aouda
- Sinoël : le conseiller Habmoud
- Marthe Riche
- Monique Simon
- Alexandre Rignault